# Квачи Квачантирадзе
„Квачи Квачантирадзе“ (на грузински: კვაჭი კვაჭანტირაძე) е роман, написан от Михаил Джавахишвили през 1924. Това е най-добрият живописен романа в Грузия.